# الخمرانية (ساة)
'

تعديل مصدري - تعديل

الخمرانية هي إحدى قرى عزلة ساه بمديرية ساة التابعة لمحافظة حضرموت، بلغ تعداد سكانها 140 نسمة حسب تعداد اليمن لعام 2004.